# ربکا نویمان
ربکا نویمان یک کارآفرین آمریکایی است. نویمان شرکت WeWork و The We Company را تأسیس کرد. تا همین اواخر (تا ۲۲ سپتامبر ۲۰۱۹) وی به عنوان مدیر ارشد و تأثیرگذار WeWork مشغول به کار بود. نویمان همچنین بنیانگذار و مدیرعامل WeGrow است.

## سنین جوانی و تحصیل
نویمان در بدفورد نیویورک بزرگ شد، و در مدرسه هوراس مان حضور یافت. وی در دانشگاه کرنل به تحصیل مشاغل و بودیسم پرداخت.

## شغل
پس از فارغ‌التحصیلی از کالج، نویمان وارد برنامه فروش و معامله سالومون اسمیت بارنی شد. وی سپس پنج سال در ساحل غربی مشغول به کار در صنایع فیلم و موسیقی بود.
در سال ۲۰۱۰، ربکا نویمان، همسرش آدام نویمان و میگوئل مک کلوی WeWork را تأسیس کردند. وی WeGrow، مدرسه کارآفرینی آگاهانه شرکت ما را در سال ۲۰۱۷ تأسیس کرد.

## زندگی شخصی
ربکا و آدام نویمان در نیویورک همدیگر ملاقات کردند. او و آدام پنج فرزند دارند. او دختر عموی بازیگر و تاجر گوینت پالترو است.